# Adidas Telstar
Telstar là một bóng đá được sản xuất bởi Adidas. Thiết kế 32 ô của quả bóng, dựa trên công trình của Eigil Nielsen, đã trở thành thiết kế tiêu chuẩn hiện nay được sử dụng để miêu tả một bóng đá trên phương tiện truyền thông khác nhau.

## Quả bóng
Quả bóng lần đầu tiên được giới thiệu là "Telstar Elast" cho Giải vô địch bóng đá châu Âu 1968. Một quả bóng hơi khác có tên "Telstar" đã được sử dụng làm quả bóng thi đấu chính thức của Giải vô địch bóng đá thế giới 1970 ở México. "Telstar Durlast" tương tự là một trong hai quả bóng chính thức, cùng với Chile Durlast, của Giải vô địch bóng đá thế giới 1974 được tổ chức ở Tây Đức. Quả bóng cũng được sử dụng trong Giải vô địch châu Âu năm 1972 và năm 1976.

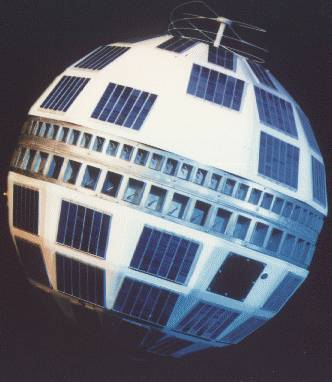
The Telstar satellite for which the ball was named

Telstar là quả bóng World Cup đầu tiên sử dụng nhị thập diện bị cắt cụt quen thuộc hiện nay cho thiết kế của nó, bao gồm 12 hình ngũ giác màu đen và 20 ô hình lục giác màu trắng. Cấu hình 32 ô đã được Select Sport giới thiệu vào năm 1962, và cũng được sử dụng trong biểu trưng chính thức cho Giải vô địch bóng đá thế giới 1970. Mô hình đen và trắng, để hỗ trợ khả năng hiển thị trên các chương trình phát sóng truyền hình đen và trắng (truyền hình màu vẫn còn hiếm trên toàn thế giới trong thời gian này), cũng được thiết lập tốt trước Telstar. Cái tên này xuất phát từ vệ tinh liên lạc Telstar năm 1962, gần như hình cầu và rải rác với các tấm pin mặt trời, có vẻ ngoài hơi giống với bóng đá. Được phát triển bởi Phòng thí nghiệm điện thoại Bell cho AT&T, Telstar là vệ tinh liên lạc chủ động đầu tiên trên thế giới và là người đầu tiên gửi tín hiệu truyền hình trực tiếp, cuộc gọi điện thoại và hình ảnh fax qua không gian, khánh thành một thời đại liên lạc tức thì trên toàn thế giới thông qua vệ tinh.
Quả bóng được làm bằng da. Lớp phủ polyurethane "Durlast" của mô hình năm 1974 được cung cấp khả năng chống thấm cũng như bảo vệ khỏi các thiệt hại như trầy xước và rách.
Chỉ có 20 Telstar được cung cấp cho Giải vô địch bóng đá thế giới; ước tính 600.000 bản sao đã được bán sau đó. Một số trận đấu năm 1970 đã được thi đấu với một quả bóng màu nâu. Chile Durlast năm 1974 đều là người da trắng.
Một phiên bản mới của Telstar, có tên là Telstar 18, là quả bóng thi đấu chính thức cho Giải vô địch bóng đá thế giới 2018. Thiết kế vẫn duy trì mô hình chung, ngoại trừ các góc của hình ngũ giác được kéo dài thành các gradient được nhuộm màu.